# 空中消防

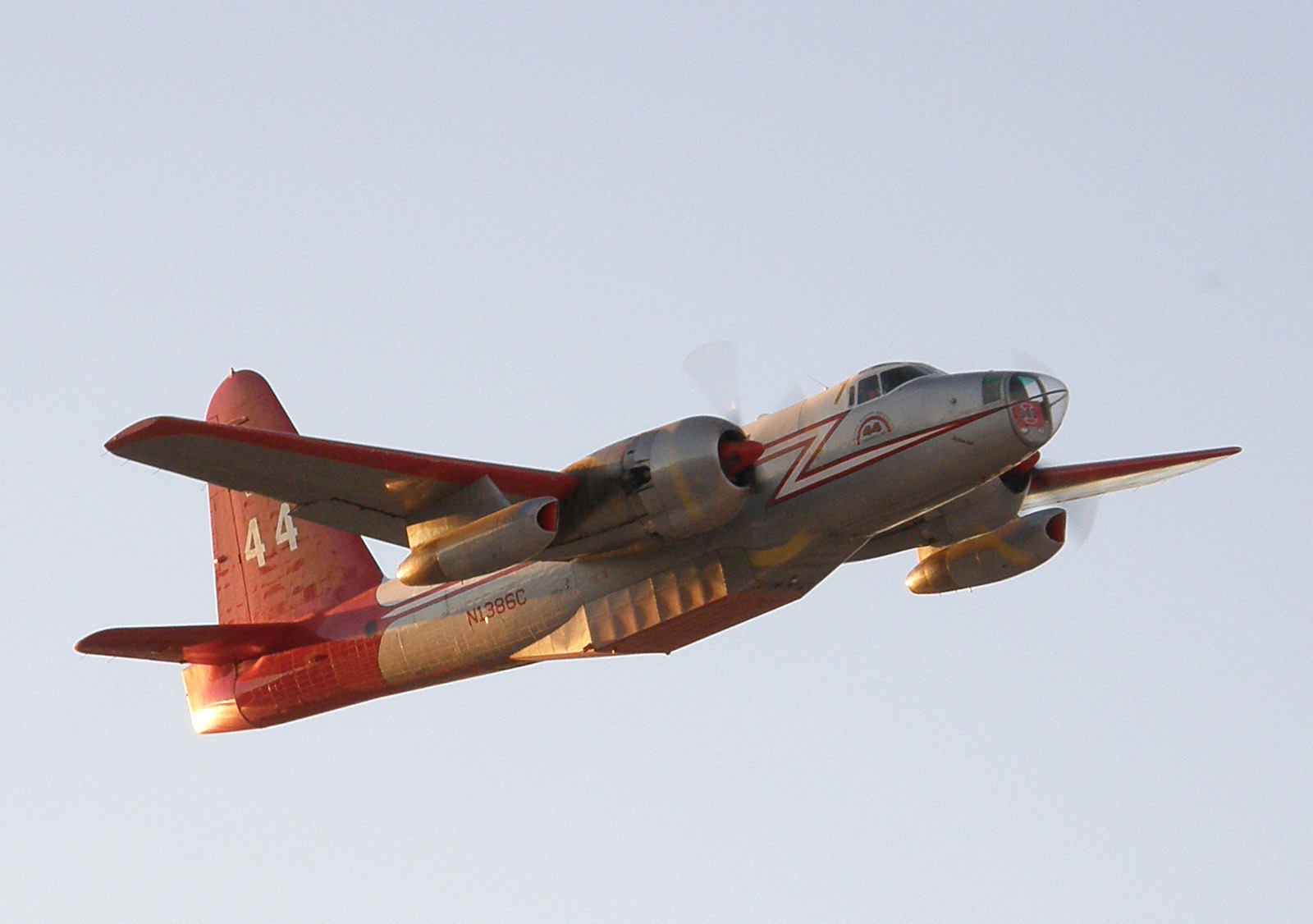
P2V-H消防機於2007年10月加州山火

空中消防是指運用飛機、直升機或其他航空設備，從空中撲滅火勢的行動或技術，通常用於森林大火等大面積火災。

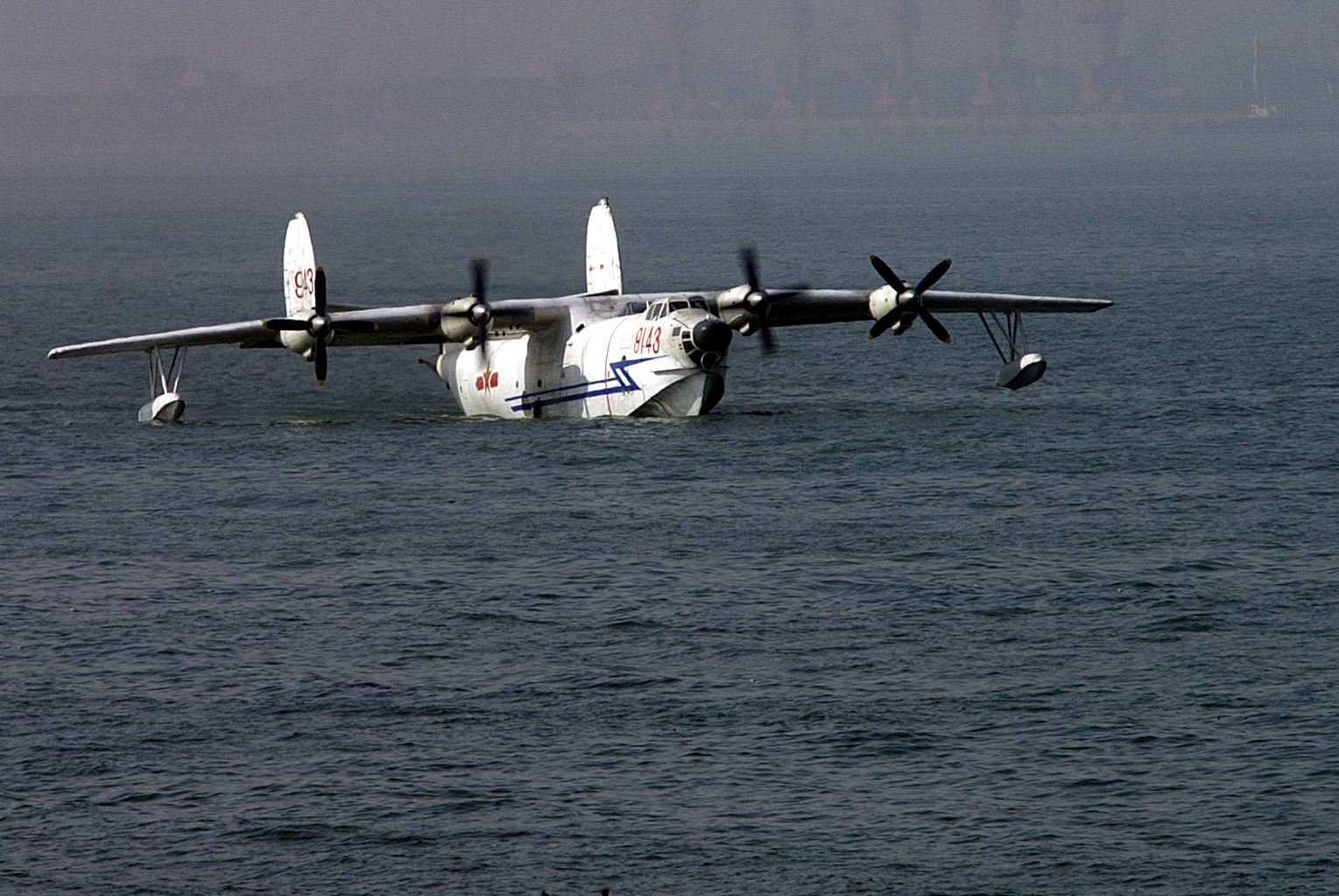
可於湖面汲水的水上飛機，快速來回空灑滅火 (圖為中國水轟-5)

消防飛機搭載用專用的水槽，以盛裝滅火劑或水，來源可以是地面裝填或是從湖泊中汲取。